# 蔣敷
蔣敷（1419年—1478年），字宗德，南直隸應天府江寧縣醫籍，鎮江府丹徒縣人，明朝政治人物。

## 生平
順天鄉試第三十一名舉人，正統十三年（1448年）中式戊辰科會試第十七名，三甲第二名進士。授戶部主事。

## 家族
曾祖蔣義甫；祖父蔣子中；父蔣彥升，太醫院御醫；母周氏。慈侍下。妻史氏。弟蔣敵、蔣敘。